# Самоцвет, Матвей Феофилович
Матвей Феофилович Самоцвет (1867—1936) — русский военный деятель и педагог, полковник.

## Биография
Родился в 1867 году в Оренбурге в семье генерала от инфантерии Феофила Матвеевича Самоцвета. 
В службу вступил в 1885 году после окончания Оренбургского Неплюевского кадетского корпуса. В 1886 году после окончания Павловского военного училища по I разряду произведён в  хорунжии и выпущен в комплект полков Оренбургского казачьего войска. С 1880 года переведён в Оренбургский 1-й казачий полк. В 1890 году произведён в сотники. С 1892 года и.д. личного адъютанта наказного атамана Оренбургского казачьего войска генерал-майора Владимира Ивановича Ершова. С 1893 года назначен чиновником особых поручений при военном губернаторе Тургайской области. В 1895 году произведён в подъесаулы с переименованием в штабс-капитаны.
В 1897 году переведён в Главное управление военно-учебных заведений с назначением офицером-воспитателем Орловского Бахтина кадетского корпуса. В 1899 году произведён в капитаны с назначением офицером-воспитателем, с 1906 по 1920 годы ротным командиром  Одесского кадетского корпуса, также помимо основных обязанностей преподавал в корпусе законоведение и с 1902 по 1920 годы являлся главным казначеем корпуса. В 1902 году за отличие по службе произведён в подполковники, в 1906 году за отличие по службе произведён в полковники. 
После Октябрьской революции с 1919 года в Белой армии в  составе Добровольческой армии и ВСЮР. С 1920 года эвакуирован с корпусом в Югославию — ротный командир Первого Русского кадетского корпуса. С 1921 года офицер-воспитатель Крымского кадетского корпуса. 
Умер 28 июня 1936 года в Сараеве, похоронен на военном кладбище с воинскими почестями.

## Награды
- Орден Святого Владимира:
  - ІІІ степени (1914),
  - ІѴ степени;
- Орден Святой Анны:
  - ІІ степени,
  - ІІІ степени;
- Орден Святого Станислава:
  - ІІ степени,
  - ІІІ степени;